# Heinrich Durège
Jacob Heinrich Karl Durège (* 13. Juli 1821 in Danzig; † 19. April 1893 in Kgl. Weinbergen bei Prag) war ein preussischer Mathematiker.
Durège studierte Mathematik an der Friedrich-Wilhelms-Universität Bonn. Dort trat er als Student im Jahre 1841 dem Bonner Wingolf bei.
Von 1851 bis 1857 war er in den Vereinigten Staaten von Nordamerika.
Er habilitierte 1857 am Polytechnikum Zürich und 1858 an der Universität Zürich, wo er bis 1864 Dozent war. Ab dann war er ordentlicher Professor am Polytechnischen Landesinstitut in Prag und ab 1869 war er Professor an der Deutschen Universität in Prag, wo er 1892 in den Ruhestand trat.
Er verfasste mehrere Lehrbücher, insbesondere über Funktionentheorie und elliptische Funktionen.
Des Weiteren publizierte er zahlreiche wissenschaftliche Arbeiten zur Analysis und Geometrie, die in Grunerts Archiv für Mathematik und Physik erschienen sind, sowie in Crelles Journal für die reine und angewandte Mathematik und in Schlömilchs Zeitschrift für Mathematik und Physik.

## Werke
- Theorie der elliptischen Functionen. B. G. Teubner, Leipzig 1861.
- Elemente der Theorie der Funktionen einer komplexen veränderlichen Grösse. B. G. Teubner, Leipzig 1871.
- Die ebenen Curven dritter Ordnung. B. G. Teubner, Leipzig 1871.
- Bessel’s Leben und Wirken. Zürich 1861 (Digitalisat der Technischen Informationsbibliothek).